# Speleogobius trigloides
A Speleogobius trigloides a csontos halak (Osteichthyes) főosztályának a sugarasúszójú halak (Actinopterygii) osztályába, ezen belül a sügéralakúak (Perciformes) rendjébe, a gébfélék (Gobiidae) családjába és a Gobiinae alcsaládjába tartozó faj.
Nemének egyetlen faja.

## Előfordulása
A Speleogobius trigloides előfordulási területe a Földközi- és az Adriai-tenger. A holotípust a horvátországi Rovinj melletti Banjole barlangban fogták ki. Szintén a horvátországi Krk, Prvic és Hvar szigeteken vagy azok környékén is vannak állományai.

## Megjelenése
Ez a hal legfeljebb 1,8 centiméter hosszú.

## Életmódja
Tengeri és fenéklakó halfaj. 8-25 méteres mélységekben él.